# Glycidamid
Das Glycidamid gehört zu den chemischen Gruppen der Amide und der Oxirane.
Glycidamid ist ein als stark krebserzeugend eingestufter Stoff, der in hoch erhitzten Lebensmitteln vorkommt. Er entsteht aus Acrylamid durch Reaktion mit ungesättigten Fettsäuren und Sauerstoff, ist aber wesentlich gefährlicher als dieses, denn schon geringe Mengen können zu Mutationen in Zellen führen. Ein weiterer biologisch relevanter Syntheseweg läuft im Stoffwechsel in der Leber ab, wo Acrylamid zu Glycidamid umgewandelt wird.

## Synthese
Bei der Umsetzung von Acrylnitril mit Wasserstoffperoxid entsteht racemisches Glycidamid. Die Selektivität und Ausbeute an Glycidamid kann durch kontinuierliche Zugabe von Natronlauge zum Reaktionsgemisch gesteigert werden.

## Stereoisomerie
Glycidamid ist chiral. Es gibt zwei Enantiomere dieser Verbindung: (R)-Glycidamid und das dazu spiegelbildliche (S)-Glycidamid. Das Racemat (RS)-Glycidamid ist eine 1:1-Mischung von (R)-Glycidamid und (S)-Glycidamid und ist in der wissenschaftlichen Literatur und diesem Artikel gemeint, wenn Glycidamid ohne Präfix erwähnt wird.